# Ocotea pluridomatiata
Ocotea pluridomatiata är en lagerväxtart som beskrevs av A.Quinet. Ocotea pluridomatiata ingår i släktet Ocotea och familjen lagerväxter. Inga underarter finns listade i Catalogue of Life.